# Gymnothorax pseudothyrsoideus
Gymnothorax pseudothyrsoideus là một loài cá lịch biển được tìm thấy ở Ấn Độ Dương-Thái Bình Dương. Nó có thân dài có thể đến 80 cm và không có vây lưng có thể nhìn thấy. Màu sắc của nó là màu vàng nhạt với những đốm màu nâu sẫm được phân bố không đều trên cơ thể của nó. Con non có màu trắng dọc theo rìa của vây của chúng, nhưng khi trưởng thành mất dần màu trắng để chỉ còn ở đầu đuôi.